# Беларусь на «Детском Евровидении — 2003»
Беларусь дебютировала на «Детском Евровидении — 2003», проходившем в Копенгагене, Дания, 15 ноября 2003 года. На конкурсе страну представила Ольга Сацюк с песней «Танцуй», выступившая четвёртой. Она заняла четвёртое место, набрав 103 балла.

## Внутренний отбор
Белтелерадиокомпания внутренним отбором 8 октября 2003 года выбрала Ольгу Сацюк с песней «Танцуй» для «Детского Евровидения — 2003».

## На «Детском Евровидении»
Финал конкурса транслировал телеканал Беларусь 1, комментатором которого был Алесь Кругляков. Ольга Сацюк выступила под четвёртым номером перед Латвией и после Кипра, и заняла четвёртое место, набрав 103 балла.

## Голосование[4]
| Баллы     | Страна                             |
| --------- | ---------------------------------- |
| 12 баллов | Польша Хорватия                    |
| 10 баллов | Латвия Норвегия Северная Македония |
| 8 баллов  |                                    |
| 7 баллов  | Румыния Швеция                     |
| 6 баллов  | Кипр Мальта                        |
| 5 баллов  | Бельгия Великобритания Греция      |
| 4 балла   | Дания                              |
| 3 балла   | Нидерланды                         |
| 2 балла   |                                    |
| 1 балл    | Испания                            |

| Баллы     | Страна             |
| --------- | ------------------ |
| 12 баллов | Великобритания     |
| 10 баллов | Хорватия           |
| 8 баллов  | Латвия             |
| 7 баллов  | Бельгия            |
| 6 баллов  | Испания            |
| 5 баллов  | Дания              |
| 4 балла   | Мальта             |
| 3 балла   | Польша             |
| 2 балла   | Северная Македония |
| 1 балл    | Греция             |